# Слейд Гортон
Томас Слейд Гортон III (англ. Thomas Slade Gorton III; 8 січня 1928, Чикаго, Іллінойс — 19 серпня 2020, Сіетл, Вашингтон) — американський політик-республіканець. Він представляв штат Вашингтон у Сенаті США з 1981 по 1987 і з 1989 по 2001.
Гортон служив в Армії США з 1945 по 1946 рік. Він отримав ступінь бакалавра у Дартмутському коледжі і юридичну освіту у Колумбійському університеті.
Потім він служив у ВПС США з 1953 по 1956, входив до Палати представників Вашингтону з 1959 по 1969 і був Генеральним прокурором Вашингтону з 1969 по 1981.
Входив до Комісії 11 вересня.